# Publisud
Les Éditions Publisud sont une maison d'édition française, installée à Paris rue des Cinq-Diamants, spécialisée en littérature et en sciences humaines, axée vers les pays du Sud.
La maison est fondée en 1981 et dirigée par Abdelkader Sid Ahmed. Ce dernier est un économiste, enseignant à l'université de la Sorbonne, à Paris,. La société est placée en liquidation judiciaire le 2 mai 2017.

## Exemples de publications
Des années 1980 aux années 2010, les livres édités par Publisud, écrits par des auteurs confirmés ou moins connus, travaillant dans des champs disciplinaires variés, trouvent régulièrement des échos dans des publications académiques de premier plan.

### Histoire contemporaine
- Frédéric Chauvaud, Les passions villageoises au XIXe siècle : Les émotions rurales dans les pays de Beauce, du Hurepois et du Mantois, coll. « La France au fil des siècles », 1995, 272 p. (ISBN 978-2866007188)[5],[6],[7].
- Jean El Gammal, Les hauts quartiers de l'est parisien d'un siècle à l'autre, 1998, 178 p. (ISBN 978-2866008437)[8],[9].
- Romain H. Rainero (trad. de l'italien par Jean-Louis Riccioli), La politique arabe de Mussolini pendant la Seconde Guerre mondiale, 2006, 280 p. (ISBN 978-2866009205)[10].

### Histoire moderne
- Michel De Waele, Les relations entre le parlement de Paris et Henri IV, 2000, 456 p. (ISBN 978-2866007652)[11],[12].
- Christophe Blanquié Les présidiaux de Daguesseau, 2004[13].
- Christophe Blanquié Un magistrat à l’âge baroque, Scipion Dupleix (1569-1661), 2007[14],[15].
- Daniel Panzac, La République de Venise et les Régences barbaresques au XVIIIe siècle. Un exemple de relation Nord-Sud en Méditerranée occidentale, 2015[16].

### Histoire médiévale
- Mohammed Melhaoui, Peste, contagion et martyre. Histoire du fléau en Occident médiéval, 2005[17].

### Histoire des femmes
- Geneviève Dermenjian, Jacques Guilhaumou, Martine Lapied (dir.), Femmes entre ombre et lumière. Recherches sur la visibilité sociale (XVIe – XXe siècles), 2000[18],[19].
- Geneviève Dermenjian, Jacques Guilhaumou, Martine Lapied (dir.), Le Panthéon des femmes. Figures et représentations des héroïnes, 2004[18].
- Geneviève Dermenjian & Françoise Thébaud (dir.), Quand les femmes témoignent. Histoire orale. Histoire des femmes. Mémoire des femmes, 2009[20].

### Christianisme
- Philippe Delisle, Renouveau missionnaire et société esclavagiste, la Martinique, 1815-1848, 1997[21].
- Yves Krumenacker, Du jansénisme à la secte. Vie de Monsieur Claude Germain, Curé de Lacenas (1750-1831), 1998[22],[23],[24].
- Stéphane-Marie Morgain, La théologie politique de Pierre de Bérulle (1598-1629), 2001[25],[26].
- Bruno Maes, Le Roi, la Vierge et la Nation : pèlerinages et identité nationale entre guerre de Cent ans et Révolution, 2002[27],[28].
- Claude Prudhomme (dir.), Une appropriation du monde : mission et missions, XIXe – XXe siècles, 2004[29].
- Mokhtar Ben Barka, Le Protestantisme évangélique nord-américain en mutation : La gauche évangélique des origines à l'ère Obama, 2014[30],[31].

### Islam
- Kamel Filali, L’Algérie mystique. Des marabouts fondateurs aux khwân insurgés, XVe – XIXe siècles, 2002[32],[33].

### Judaïsme
- Esther Benbassa (éd.) Transmission et passages en monde juif, 1997[34].
- Michèle Bitton, Poétesses et lettrées juives. Une mémoire éclipsée, 1999[35],[36].
- Roger Bensadoun, Les Juifs de la République en Algérie et au Maroc. Chroniques et Mémoires d’un autre temps, 2003[37].

### Relations Nord-Sud
- Abdelkader Sid-Ahmed, Nord-Sud : les enjeux : Théorie et pratique du nouvel ordre économique international, Paris, 1981, 313 p.[38]
- Juan Carlos Sanchez Arnau (dir.), Dette et développement : Mécanismes et conséquences de l'endettement du Tiers Monde, 1982, 207 p. (ISBN 9782866000097)[39],[40].

### Immigration
- Sertel Yıldız, Nord-Sud : crise et immigration (le cas turc), 1987[41].
- Yves Bourron, Jamal, un migrant acteur de développement. La revanche du territoire, 2011[42].

### Savoir et enseignement supérieur
- C. Agulhon, S. Didou-Aupetit, (dir.). Les universités. Quelles réformes pour quelle modernité? Le cas du Mexique[43].
- Hocine Khelfaoui, Les ingénieurs dans le système éducatif. L’aventure des instituts technologiques algériens, 2000[44].
- Mina Kleiche Dray et Roland Waast, Le Maroc scientifique, 2008[45].